# Proales kostei
Proales kostei är en hjuldjursart som beskrevs av Nogrady och Smol 1989. Proales kostei ingår i släktet Proales och familjen Proalidae. Inga underarter finns listade i Catalogue of Life.